# Rhantus wittei
Rhantus wittei är en skalbaggsart som beskrevs av Gschwendtner 1938. Rhantus wittei ingår i släktet Rhantus och familjen dykare. Inga underarter finns listade i Catalogue of Life.